# テレQニュースPLUS
テレQニュースPLUS（テレQニュースプラス）は2024年4月1日からTVQ九州放送で放送されているローカルニュース番組である。
このページでは、2019年4月から放送されている『テレQニュース』についても述べる。

## 概要
本番組は、2024年3月29日に『川上政行 You刊ふくおか』が1年間で終了したことを受け、その後番組としてスタートした。
1年ぶりにテレQアナウンサーがメインキャスターを務め開局初の女性アナウンサーがメインキャスターを務める。
メインキャスターを務める山崎香奈は、2013年から4年間鹿児島読売テレビ（KYT）でアナウンサーを務めた後2017年にテレQに報道記者として入社。後にアナウンサーに転向した。
前番組に出演していた日替わりニュース解説者のうち日本経済新聞西部支社編集部長の田中信宏は降板したがそれ以外は続投した。
プロ野球解説の鳥越裕介、週末のお天気解説の梶屋綾も続投した。
前番組に置いていた専任のフィールドキャスターは置かなかった。
キャッチフレーズは「ひとつの話題にもうひとつプラスの見方を」。その日に届けたいニュースをギュッと絞って伝える。
前番組より放送時間が6分間短縮した。
当番組が開始したその日に同じテレビ東京系列であるテレビ大阪の『やさしいニュース』が16:29 - 16:54から17:00 - 17:25に放送時刻が変更となったため全国のテレビ局で唯一16時台で完結するローカルニュース番組になった。

## 出演
メインキャスター
- 山崎香奈

ニュース解説（日替わり)
- 板垣孝幸（日本経済新聞社 西部支社編集部長）
- 植田祐一（西日本新聞社 編集局次長）
- 倉員知子（キャリア・組織開発コーチ）
- 橿渕明彦（共同通信社 福岡支社長）

週末お天気解説
- 梶屋綾（気象予報士）

過去の出演者
- 田中信幸（西日本新聞社 経済部長）
- 小野浩志（西日本新聞社 社会部デスク）
- 鳥越裕介（元福岡ソフトバンクホークスコーチ）※埼玉西武ライオンズコーチ就任のため降板

肩書は出演当時。

## 放送時間

### テレQニュースPLUS
- 月曜 - 金曜 16:30 - 16:54

祝日は休止となり、代替の『テレQニュース』が編成される。

### テレQニュース
- 土曜・日曜 17:25 - 17:30

『テレQニュースPLUS』が休止となる祝日は代替として当番組が編成される。